# Yadu
Yadu was de oudste zoon van koning Yayati en zijn vrouw Devayani volgens hindoeïstische teksten als de Mahabharata, de Harivamsha en de purana's. Turvashu (Yavana, Yona) was zijn broer en Madhavi zijn zuster. 
Yadu trad al als prins van koning Yayati als heerser op.
Volgens de Vishnu Purana, de Bhagavata Purana en de Garuda Purana had Yadu vier zonen, volgens de andere purana's had hij er vijf.
De koningen tussen Boedha en Yayati waren bekend als Somavanshi (maandynastie). Volgens een vertelling in de Mahabharata en de Vishnu Purana, weigerde Yadu zijn jeugd te ruilen voor de leeftijd van zijn vader, toen deze daarom vroeg. Daarvoor werd Yadu door zijn vader vervloekt: zijn nakomelingen zouden het land waarover Yadu heerste niet in bezit krijgen. Hierdoor kon Yadu niet dezelfde dynastie van Somavanshi voortzetten. Alleen de overgebleven dynastie van koning Puru was nog van de Somavanshi. Yadu gaf bevel dat de komende generaties van zijn familie bekend zouden worden als de Yadava's van de dynastie Yaduvanshi.

## Nakomelingen
Yadu's oudste zoon Sahasrajit had een kleinzoon, Haihaya, naar wie de Haihaya's werden vernoemd. De afstammelingen van Yadu's jongste zoon Kroshtu werden vaak Yadava's genoemd.
Volgens P.L. Bhargava kreeg, toen het land onder hen verdeeld werd, Sahasrajit het deel aan de westelijke oever en Kroshtu het land aan de oostelijke oever van de rivier Sindhu (Indus).
Verschillende kasten en gemeenschappen in modern India, zoals de Saini's van de provincie Punjab, de Ahirs, Yadavs en Chudasama's, beweren van Yadu af te stammen.